# Piper PA-25 Pawnee
O PA-25 Pawnee foi uma aeronave agrícola produzida pela Piper Aircraft nos Estados Unidos entre 1959 e 1981. Atualmente continua sendo amplamente utilizada em aplicação agrícola e também como rebocador de planadores ou de faixas comerciais. Em 1988 os direitos do projeto e responsabilidade pelo suporte foram vendidos para a Latino Americana de Aviación, da Argentina.

## Projeto e desenvolvimento
A maior parte das aeronaves agrícolas antes de 1949 eram aeronaves militares convertidas e foi neste ano que Fred Weick, baseado na Universidade do Texas A&M, desenvolveu uma aeronave agrícola dedicada: o AG-1. O AG-1 voou pela primeira vez em 1 de dezembro de 1950.
Durante o ano de 1953, Weick foi utilizado pela Piper como um consultor em uma versão agrícola do PA-18, o PA-18A, particularmente para projetar e testar um distribuidor de defensivos agrícolas e sementes. Algumas semanas depois, a Piper patrocinou a Universidade do Texas A&M para projetar uma aeronave agrícola dedicada, baseada no AG-1, mas utilizando quantos componentes fossem possíveis do PA-18A e PA-22. O projeto resultante, AG-3, era menor que o AG-1 e tinha uma fuselagem de tubos de alumínio coberta com tela. O AG-3 era um monoplano de asa baixa e um único assento, com suportes entre a asa e a fuselagem, um trem de pouso convencional e um motor de 135 hp (101 kW). O único assento era colocado alto na fuselagem, para dar a melhor visibilidade possível, enquanto que uma tremonha com uma capacidade de 800 lb (363 kg) era instalada à frente da cabine de pilotagem.
O AG-3 fez seu voo inaugural em novembro de 1954. Os testes em voo foram bem-sucedidos e em 1957 Weick foi convidado a juntar-se à Piper em Vero Beach, com o AG-3 sendo renomeado para PA-25 Pawnee. O motor foi substituído pelo Lycoming O-320-A1A de 150 hp (112 kW). Dois protótipos foram construídos em 1957 em Vero Beach e a produção em série iniciou em Lock Haven em maio de 1959.
Em 1962 outro protótipo foi construído em Vero Beach com um motor Lycoming O-540-B2B5 de 235 hp (175 kW), produzindo este modelo em série em Lock Haven a partir de 1962. Em 1964, o Pawnee B foi introduzido com uma tremonha maior e um sistema de dispersão modernizado. O Pawnee C foi lançado em 1967, equipado com amortecedores hidropneumáticos dentre outras melhorias; também em 1967, uma variante com um motor de 260 hp (194 kW) foi lançada.
Os primeiros modelos do Pawnee tinham um único tanque de combustível localizado entre a tremonha e o motor. O National Transportation Safety Board recomendou à Piper que estes modelos com tanque de fibra de vidro fossem reequipados com uma célula de combustível de borracha, visando minimizar a chance de falha catastrófica e fogo resultantes de uma queda.
Em 1974, o Pawnee D foi introduzido, com os tanques de combustível movidos da fuselagem para a asa; a variante com o motor de 260 hp (194 kW) também estava disponível, com uma hélice de passo fixo ou de velocidade constante. Apesar de manter o mesmo projeto do "D", os modelos de 1980 e 1981 foram vendidos como Pawnee. A última aeronave a ser produzida foi concluída em Lock Haven no dia 22 de março de 1981, totalizando 5.167 aeronaves.
Um aspecto útil do projeto era a possibilidade de carregar um mecânico em um assento extra instalado na tremonha para assistir nas operações em locais remotos.
Em 15 de abril de 1988, a Piper vendeu oficialmente o projeto para a Latino Americana de Aviación S.A. da Argentina. A venda incluiu todos os desenhos, dados de engenharia, inventário de peças, ferramentas, catálogos e manuais. Todo o suporte de qualquer natureza tornou-se responsabilidade dos novos donos.
Em 2019 a Autoridade de Aviação Civil da Austrália (em inglês:  Civil Aviation Safety Authority) aprovou formalmente a emissão de Certificados de Aeronavegabilidade para eTugs na categoria limitada para o propósito de rebocar planadores. Um eTug é um PA-25 que teve seu motor Lycoming substituído por um motor automotivo "LS" da General Motors. As vantagens para o reboque de planadores, se comparado aos PA-25 com o motor Lycoming, incluem uma melhor razão de subida, menor consumo de combustível, a eliminação de shock cooling (uma vez que os motores LS são refrigerados a água e não a ar) e moenor custo de manutenção.

## Variantes

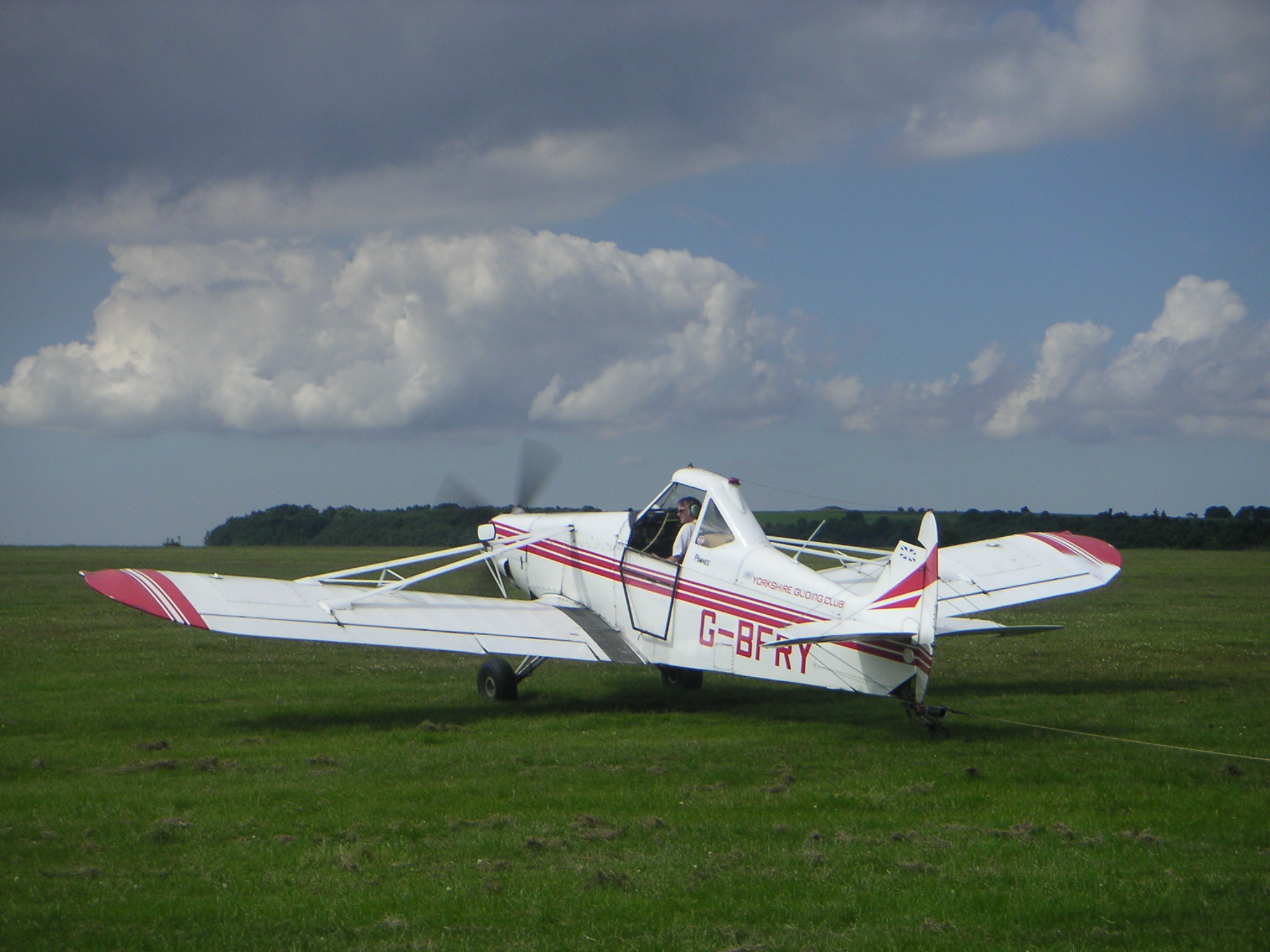
Um PA-25-260 Pawnee D matriculado no Reino Unido sendo utilizado para reboque de planadores

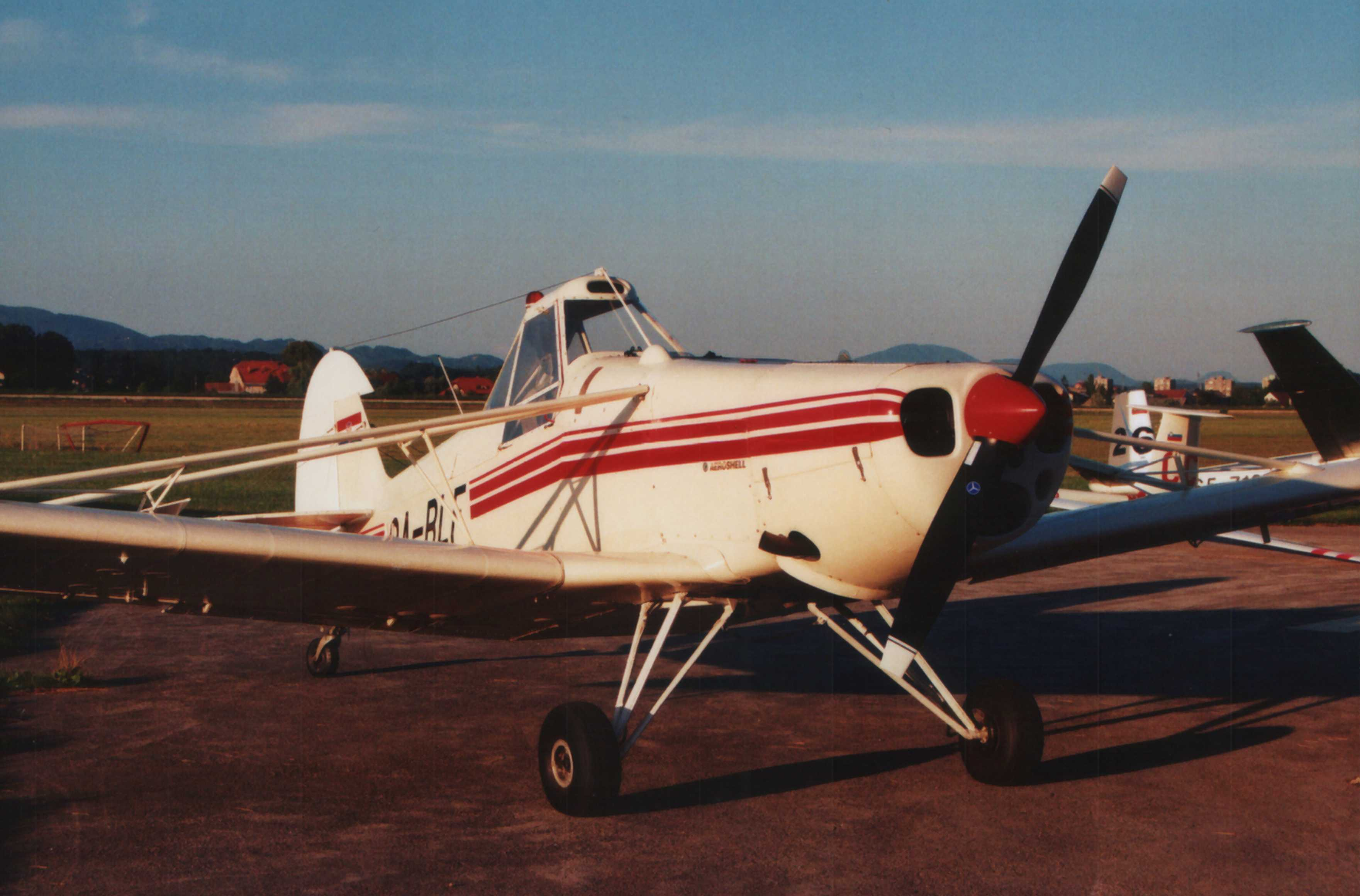
Um PA-25-235 Pawnee C no Aeroporto de Celje

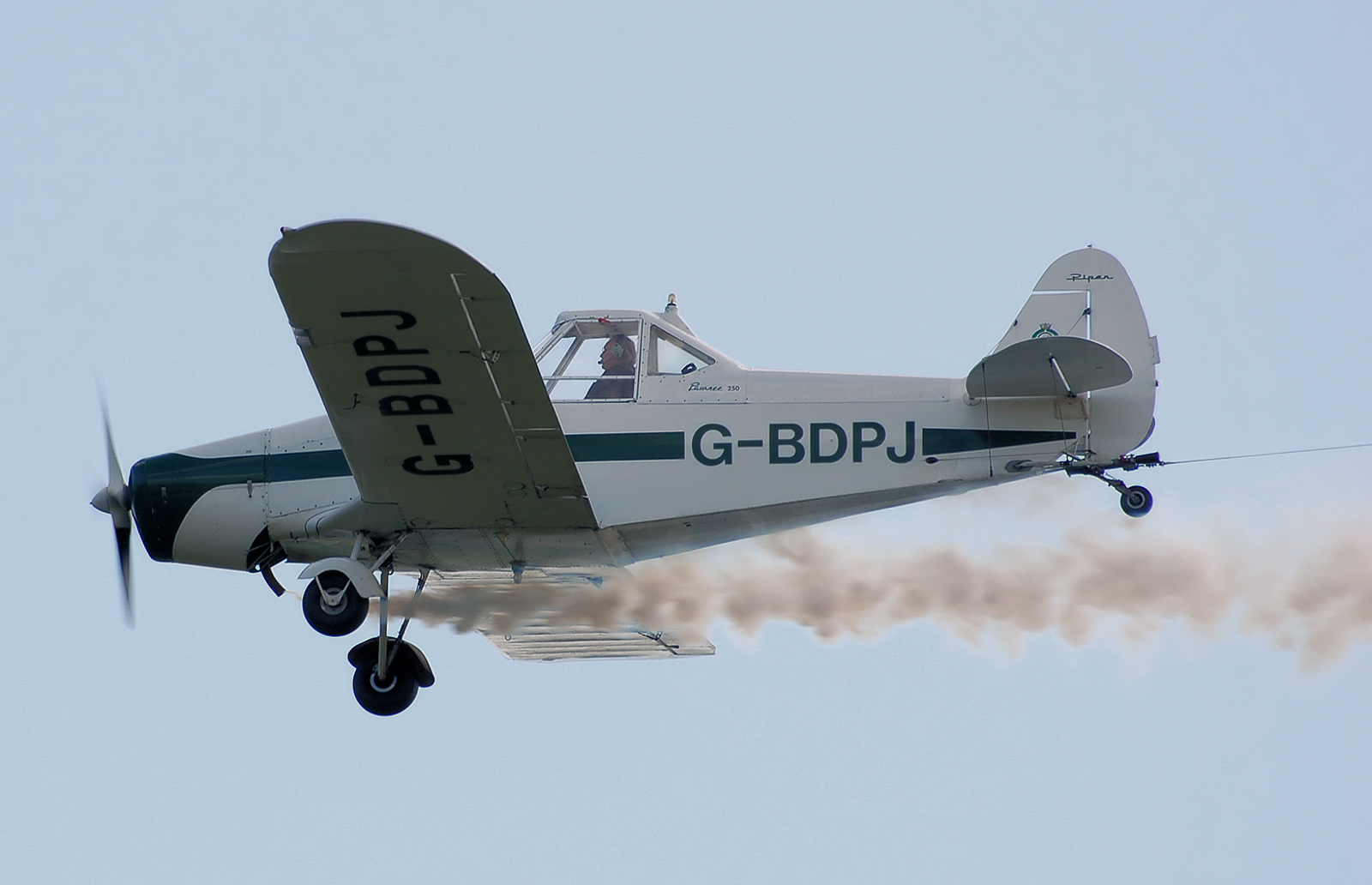
PA-25-235 Pawnee B usado em acrobacias

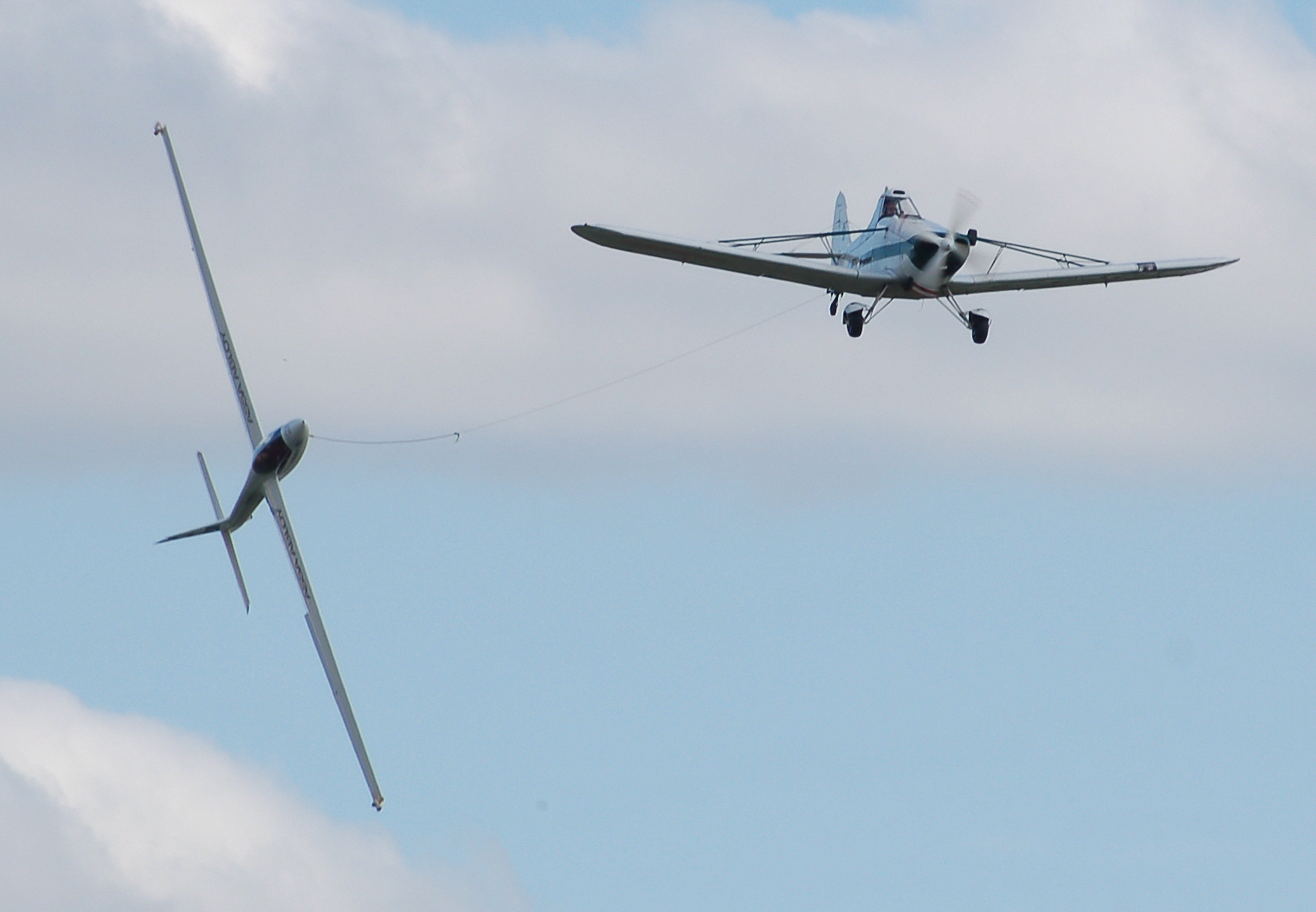
A Swift Aerobatic Display Team no aeródromo de Kemble em 2009

AG-3
Protótipo construído na Universidade do Texas A&M.
PA-25-150 Pawnee
Versão inicial de produção equipada com um motor Lycoming O-320 de 150 hp (112 kW). Carga de 800 lb (363 kg) em pó ou 145 US-gal (549 l) em líquido.
PA-25-235 Pawnee B
Equipado com um motor de seis cilindros Lycoming O-540-B2B5 de 235 hp (175 kW). O Pawnee B foi equipado com uma tremonha maior e uma carga máxima de 1 200 lb (544 kg).
PA-25-235 e PA-25-260 Pawnee C
O Pawnee C foi uma versão melhorada do modelo "B" e estava disponível em duas versões do motor O-540, um com 235 hp (175 kW) e o outro com uma maior taxa de compressão produzindo 260 hp (194 kW), podendo utilizar uma hélice de passo fixo ou de velocidade constante.
PA-25-235 e PA-25-260 Pawnee D
O Pawnee D também foi motorizado com um Lycoming O-540 de 260 hp (194 kW), mas foi equipado com tanques de combustível na asa e ailerons e flaps cobertos com metal. De 1980 em diante, foi conhecido como PA-25-235 Pawnee.
eTug
Um PA-25 modificado, com um motor automotivo LS da General Motors e uma hélice de três pás.